# Neosepicaea jucunda
Neosepicaea jucunda là một loài thực vật có hoa trong họ Chùm ớt. Loài này được (F.Muell.) Steenis mô tả khoa học đầu tiên năm 1957.